# Konrad Merz

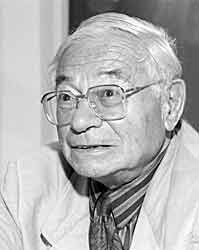
Konrad Merz tijdens de Frankfurter Buchmesse (1992)

Konrad Merz (pseudoniem van Kurt Lehmann) (Berlijn, 2 april 1908 - Purmerend, 30 november 1999) was een Duits schrijver en een Joods-Duitse emigrant in Nederland.
Merz werkte in Duitsland enige tijd als magazijnbediende en vertegenwoordiger en voltooide ondertussen het avondgymnasium. Aansluitend studeerde hij rechten, maar hij moest in 1933 zijn studie afbreken vanwege zijn joodse afkomst. In 1934 emigreerde hij naar Nederland, waar hij de kost verdiende als tuinman en boerenknecht.
In Nederland kwam hij in aanraking met andere Duitse emigranten die het naziregime waren ontvlucht. Hij schreef een boek over zijn ervaringen, Ein Mensch fällt aus Deutschland, dat in 1936 door Em. Querido werd uitgegeven en bijzonder goed werd ontvangen. Hiermee vestigde hij de aandacht op zich van Menno ter Braak, die zich in die tijd intensief bemoeide met Duitse emigranten en de Duitse Exil-literatuur in het bijzonder.
Na de Duitse aanval op Nederland dook Merz onder en wist de oorlog te overleven. Hij schreef een tweede boek, Generation ohne Väter dat echter onderweg naar de uitgever zoekraakte; het manuscript dook weer op na de oorlog, maar werd pas in 1999 uitgegeven.
Zijn min of meer autobiografisch werk wordt gekenmerkt door een fijnzinnige, melancholieke humor. Een van zijn slagzinnen was: "Wer rausgeschmissen wird, hat kein Heimweh" (wie eruit wordt geschopt, heeft geen heimwee).
Konrad Merz vestigde zich na de oorlog in Purmerend als masseur. In 1994 werd hij nog uitgenodigd voor een forum ter gelegenheid van het 60-jarig bestaan van het Internationale PEN-centrum.

## Publicaties (in Nederlandse vertaling)
- Geluksmachine mens. Vertellingen van een masseur. Vertaling door L. Coutinho.. Bussum, De Haan, 1983. ISBN 90-228-3647-9.
- Generation ohne Väter. Fischer Verlag, 2016. ISBN 978-3-596-31484-3
- De man die niet op Hitler schoot. Vertellingen van een masseur. Vertaling door L. Coutinho. Utrecht, Bruna,1979. ISBN 90-229-7474-X
- Een mens valt uit Duitsland. Vertaling door Lore Coutinho. Utrecht, Bruna, 1979. ISBN 90-229-7497-9
- Duitscher aangespoeld. (Omslagtitel: Een mensch aangespoeld). Vertaling door Nico Rost. Hilversum, Het Nederlandsche Boekengilde, 1937. Geen ISBN (ook vertaling van Ein Mensch fällt aus Deutschland)
- Hendrik Marsman: 'Brieven aan Konrad Merz' (met aantekeningen van Konrad Merz). In: Maatstaf, vol. 23, afl. 4 (1975)

- Film: Het theater van het geheugen (Scenario Kees Hin en K. Schippers ; gesproken door Konrad Merz ; prod. Rolf Orthel). Amsterdam, Nederlands Theater Instituut, 1980.